# Ampton Hall
Ampton Hall è una casa padronale in stile giacobino di II grado ad Ampton, Suffolk, Inghilterra. Ampton Hall fu il luogo di nascita nel 1805 di Robert Fitzroy, che divenne il secondo governatore della Nuova Zelanda.